# Norman H. Nie
Norman H. Nie (* 1. April 1943 in St. Louis, Missouri; † 2. April 2015 in Sun Valley, Idaho) war ein US-amerikanischer Politik- und Sozialwissenschaftler. Er war Professor an der Universität Chicago.

## Leben und Wirken
Norman H. Nie studierte Politikwissenschaft vor allem an der Washington University in St. Louis, wo er 1964 den Bachelorgrad erwarb. Er wechselte dann an die Stanford University. Dort promovierte er 1970 zum Ph.D. 1977 wurde er Professor an der Universität Chicago, an der er bis zum Eintritt in den Ruhestand lehrte. Schwerpunkt seiner wissenschaftlichen Arbeit war vor allem das Gebiet der politischen Partizipation.
Bereits an der Stanford University kam er in engeren Kontakt mit dem Politikwissenschaftler Sydney Verba, mit dem er zusammen veröffentlichte. Außerdem beschäftigte er sich intensiv mit der Analyse von sozialwissenschaftlichen Daten und entwickelte zusammen mit C. Hadley Hull und Dale H. Bent ab 1965 die bis heute verwendete Software für die Analyse von sozialwissenschaftlichen Daten SPSS (Statistical Package for the Social Sciences). 1970 gründeten sie in Chicago hierfür das Unternehmen SPSS Inc. Eine deutsche Ausgabe erschien erstmals 1976. Auch weiterhin beschäftigte sich Nie mit Projekten zur sozialwissenschaftlichen Datenanalyse und gründete hierfür weitere Firmen.
Im Jahre 2009 wurde er Mitglied der American Academy of Arts and Sciences.

## Veröffentlichungen (Auswahl)
- (mit Dale H. Bent u. C. Hadlai Hull): SPSS, statistical package for the social sciences. McGraw-Hill, New York 1970 (weitere Ausgaben folgten).
- (mit Sidney Verba u. Jae-On Kim): The modes of democratic participation. A cross-national comparison. Sage, Beverly Hills 1971.
- (mit Sidney Verba): Participation in America. Political democracy and social equality. Harper & Row, New York 1972, ISBN 0-06-046824-6.
- (mit William R. Klecka und C. Hadlai Hull): SPSS primer. MacGraw-Hill, New York 1975, ISBN 0-07-035023-X.
- (mit Sidney Verba u. John R. Petrocik): The changing American voter. Harvard University Press, Cambridge, Mass. 1976, ISBN 0-674-10815-9 (erw. Ausgabe San José 1999, ISBN 1-58348-309-8).
- (mit Sidney Verba u. Jae-On Kim): Participation and political equality. A seven-nation comparison. Cambridge University Press, Cambridge 1978, ISBN 0-521-21905-1 (neue Ausgabe University of Chicago Press), Chicago 1987, ISBN 0-226-85296-2.
- (mit Jane Junn u. Kenneth Stehlik-Barry): Education and democratic citizenship in America. University of Chicago Press, Chicago 1996, ISBN 0-226-58389-9.
- The Development of the Internet in Everday Life in America. In: Birgit Krause (Hrsg.): Fortschritte der politischen Kommunikationsforschung. Festschrift für Lutz Erbring. Verlag für Sozialwissenschaft, Wiesbaden 2007, S. 131–152, ISBN 3-531-15348-X.